# Ilona Fišerová
Ilona Fišerová (roz. Bartůšková, * 1977 Hradec Králové) je česká spisovatelka knih pro děti.

## Život
Základní školu navštěvovala v Nechanicích, následně absolvovala Obchodní akademii v Hradci Králové. Její tvorba je zaměřena na dětské čtenáře. Nejprve začínala tvorbou rozhlasových pohádek Hajaja v Českém rozhlase. V roce 2013 se svoji psanou prvotinou Na orlích křídlech zvítězila v literární soutěži o nejlepší původní českou prózu pro děti, kterou vypisovalo nakladatelství Albatros za rok 2012. Toto vítězství odstartovalo její spisovatelskou dráhu.
Vítězství v literární soutěži Albatrosu si zopakovala ještě o 4 roky později, kdy vyhrála 8. ročník s rukopisem Druhé housle.
Pracuje v malé rodinné firmě. Je vdaná, má dceru Michaelu a syna Tomáše. Žije na venkově nedaleko Hradce Králové.

## Dílo
Knihy
- Na orlích křídlech (2014), přeloženo do slovinštiny (Bratovščina orlovih kril, 2015, ISBN 9789619358283)
- Pejsek Dar. Záhada v ZOO (2015), přeloženo do slovenštiny (Psík Baf: Nezbedník zo ZOO, 2016, ISBN 9788056401491)
- Poselství blíženců (2016)
- Pejsek Dar - Případ ztraceného papouška (2017)
- Kdo by v létě myslel na Vánoce (2017)
- Druhé housle (2018)
- Kovářské pohádky (2018)
- Ohnivý kamínek (2019)
- Od srdce k srdci, z ruky do ruky (2019) - kolektiv autorů: Ivona Březinová, Oldřiška Ciprová, Tereza Drvotová-Kloubková, Kateřina Dubská, Ilona Fišerová, Martina Formanová, Markéta Harasimová, Tereza Hasanová, Lucie Hlavinková, Ivana Humlová, Věra Kirchnerová, Jitka Komendová, Eva Lorencová, Radek Malý, Marka Míková, Alena Mornštajnová, Iva Pekárková, Františka Barborka Pošmourná, Ivana Prudičová, Petra Soukupová, Michal Viewegh, Jiří Žáček

Rozhlasová tvorba
- Kovářské pohádky (v cyklu Hajaja, 2007)
- Dar ze ZOO (v cyklu Hajaja, 2009)
- Na orlích křídlech (čtení na pokračování, Klub rádia Junior, 2015)